# کوون سونگ هوا
کوون سونگ هوا (انگلیسی: Kwon Song-hwa؛ زادهٔ ۵ فوریهٔ ۱۹۹۲) بازیکن فوتبال اهل کره شمالی است.
وی همچنین در تیم ملی فوتبال زنان کره شمالی بازی کرده‌است.